# OR10A4
OR10A4 (англ. Olfactory receptor family 10 subfamily A member 4) – білок, який кодується однойменним геном, розташованим у людей на короткому плечі 11-ї хромосоми. Довжина поліпептидного ланцюга білка становить 315 амінокислот, а молекулярна маса — 35 117.
| 10         |  | 20         |  | 30         |  | 40         |  | 50         |
| ---------- |  | ---------- |  | ---------- |  | ---------- |  | ---------- |
| MMWENWTIVS |  | EFVLVSFSAL |  | STELQALLFL |  | LFLTIYLVTL |  | MGNVLIILVT |
| IADSALQSPM |  | YFFLRNLSFL |  | EIGFNLVIVP |  | KMLGTLIIQD |  | TTISFLGCAT |
| QMYFFFFFGA |  | AECCLLATMA |  | YDRYVAICDP |  | LHYPVIMGHI |  | SCAQLAAASW |
| FSGFSVATVQ |  | TTWIFSFPFC |  | GPNRVNHFFC |  | DSPPVIALVC |  | ADTSVFELEA |
| LTATVLFILF |  | PFLLILGSYV |  | RILSTIFRMP |  | SAEGKHQAFS |  | TCSAHLLVVS |
| LFYSTAILTY |  | FRPQSSASSE |  | SKKLLSLSST |  | VVTPMLNPII |  | YSSRNKEVKA |
| ALKRLIHRTL |  | GSQKL      |  |            |  |            |  |            |

A: Аланін

C: Цистеїн

D: Аспарагінова кислота

E: Глутамінова кислота

F: Фенілаланін

G: Гліцин

H: Гістидин

I: Ізолейцин

K: Лізин

L: Лейцин

M: Метіонін

N: Аспарагін

P: Пролін

Q: Глутамін

R: Аргінін

S: Серин

T: Треонін

V: Валін

W: Триптофан

Кодований геном білок за функціями належить до рецепторів, g-білокспряжених рецепторів, білків внутрішньоклітинного сигналінгу. 
Локалізований у клітинній мембрані, мембрані.